# Lasionycta quadrilunata
Lasionycta quadrilunata är en fjärilsart som beskrevs av Augustus Radcliffe Grote 1874. Lasionycta quadrilunata ingår i släktet Lasionycta och familjen nattflyn. En underart finns listad i Catalogue of Life, Lasionycta quadrilunata yukona Lafontaine, 1986.

## Bildgalleri

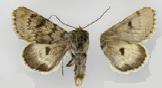
Imago fjäril av nominatunderarten L. q. quadrilunata.
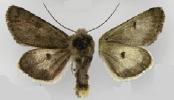
Imago fjäril av underarten L. q. yukona.